# St. Kilian (Bad Windsheim)

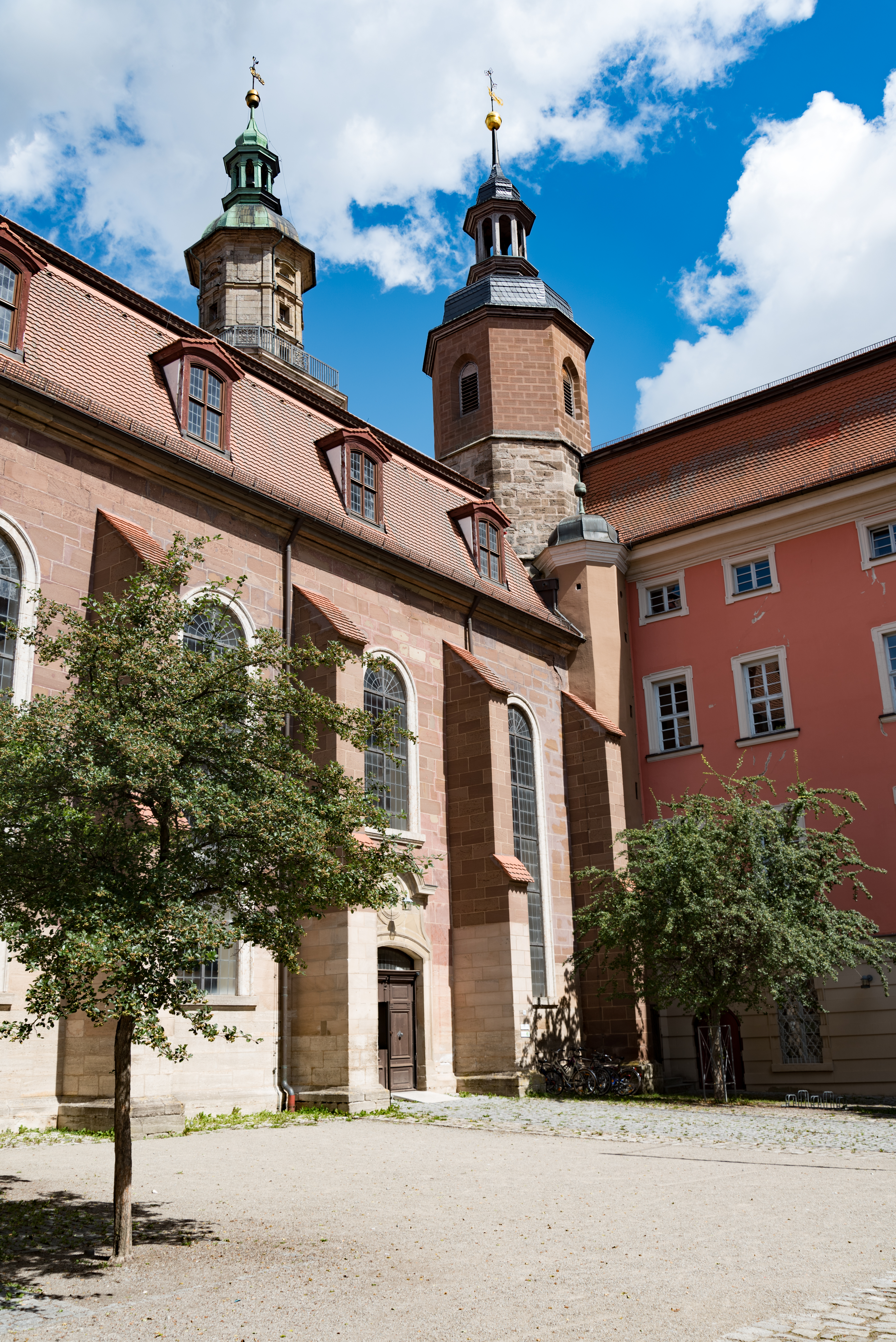
St. Kilian (Bad Windsheim)

Die Evangelische Kirche St. Kilian ist ein denkmalgeschütztes Kirchengebäude, das in der Stadt Bad Windsheim im Landkreis Neustadt an der Aisch-Bad Windsheim  (Mittelfranken, Bayern) steht. Das Bauwerk ist unter der Denkmalnummer D-5-75-112-24 als Baudenkmal in die Bayerische Denkmalliste eingetragen. Die Kirchengemeinde gehört zum Dekanat Bad Windsheim im Kirchenkreis Ansbach-Würzburg der Evangelisch-Lutherischen Kirche in Bayern. 

## Beschreibung
Die Kirche geht auf einen Vorgängerbau aus dem Jahr 740 zurück. 1190 bis 1216 wurde eine dreischiffige Kirche mit etwa dem heutigen Grundriss erbaut. Auf diesen Bau geht die Stellung der Kirchtürme am Ostende der Seitenschiffe zurück. Allerdings verbrannte sie samt der Kirchenausstattung beim großen Stadtbrand von 1730. In den Folgejahren wurde sie als Predigtkirche innerhalb der alten Umfassungsmauern nach einem Entwurf von Johann David Steingruber im Markgrafenstil als Emporenhalle wieder aufgebaut. 
Der im Mittelalter unvollendet gebliebene Kirchturm wurde hochgezogen. Seine Obergeschosse sind mit Pilastern und Säulen gegliedert und mit einer welschen Haube bedeckt. Der niedrigere Südturm ist in das Rathaus mit einbezogen. Das Langhaus mit acht Achsen ist mit einem Mansarddach bedeckt. 
Das Mittelschiff ist mit einem Tonnengewölbe, die Seitenschiffe, sie haben zweigeschossige Emporen, sind mit Spiegelgewölben überspannt. Die heutige Orgel mit 60 Registern, vier Manualen und einem Pedal wurde 1987 von Hey Orgelbau errichtet.